# Musiqq
Musiqq [mjuzik] je lotyšské duo, které bylo založeno v roce 2009. Dne 23. února 2011 vyhráli lotyšský národní výběr pro Eurovision Song Contest 2011 v Německu s písní "Angel in Disguise".
Duo Musiqq se skládá ze dvou zpěváků, kterými jsou Marats Ogļezņevs (* 28. června 1983) a Emīls Balceris (* 7. července 1992). Některé z písní dua "Klimata kontrole", "Abrakadabra" a "Dzimšanas diena" se staly v Lotyšsku radiovými hity.
Marats Ogļezņevs byl dříve znám jako skladatel a zpěvák hip hopového počinu Device.

## Diskografie

### Studiová alba
| Rok  | Název              | Vydavatelství      |
| ---- | ------------------ | ------------------ |
| 2010 | Šī ir tikai mūzika | Mikrofona ieraksti |
| 2014 | Vēl viena mūzika   | Mikrofona ieraksti |
| 2014 | Sekundes           |                    |
| 2015 | Silta sirds        |                    |
| 2019 | 10                 |                    |

### Singly
- Abrakadabra (2010)
- Klimata Kontrole (2010)
- No 10-10 (2010)
- Džive Izdoidas (2010)
- Angel In Disguise (2011)
- Miljonārs (2011)
- Dari Ka Es (2012)
- While We're Young (2012)
- Страна без названия feat. Джакомо (2013)[2]
- Trakas Atmiņas (2013)

| Lotyšsko na Eurovision Song Contest | Lotyšsko na Eurovision Song Contest | Lotyšsko na Eurovision Song Contest |
| ----------------------------------- | ----------------------------------- | ----------------------------------- |
| Předchůdce: Aisha "What For?"       | 2011 Musiqq                         | Nástupce: Anmary "Beautiful Song"   |